# Turn and Burn: No-Fly Zone
Turn and Burn: No-Fly Zone - i Japan känt som Super Dogfight: F-14 Tomcat Air Combat Game (スーパードッグファイト?) - är ett militärflygplanssimulatorspel från Absolute Entertainment till the SNES, utgivet 1994. Spelet är uppföljare till Turn and Burn: The F-14 Dogfight Simulator, ett Game Boy-spel där man också styr ett F-14 Tomcat-flygplan. 2003 porterades spelet, under titeln F-14 Tomcat, till Game Boy Advance.

### Fotnoter
1. 1 2 3 4 5 6 7 8 9  Turn and Burn: No-Fly Zone release information Arkiverad 14 april 2012 hämtat från the Wayback Machine. på Gamefaqs
2. ↑  ”Turn and Burn: No-Fly Zone” (på svenska). Super Power (Solna: Atlantic) (6 1994). 1994. Läst 22 april 2014.
3. 1 2  Turn and Burn: No-Fly Zone på Moby Games
4. ↑  ”F-14 Tomcat (Game Boy Advance)”. Allgame. Arkiverad från originalet den 14 februari 2010. https://web.archive.org/web/20100214163556/http://allgame.com/game.php?id=34869.